# Kanton Arcachon
Arcachon is een voormalig kanton van het Franse departement Gironde. Het kanton maakte sinds januari 2007 deel uit van het arrondissement Arcachon, daarvoor behoorde het tot het arrondissement Bordeaux.
Het kanton werd opgeheven bij decreet van 20 februari 2014, met uitwerking op 22 maart 2015.
Het kanton omvatte uitsluitend de gemeente Arcachon.